# Spolek přátel vědy a literatury české v Plzni
Spolek přátel vědy a literatury české v Plzni bylo nepolitické sdružení zaměřené na podporování české vědy a literatury v městě Plzni. Náplní jeho činnosti bylo vydávání vlastních publikací i periodik, pořádání výstav, přednášek a vlastivědných výletů a také podpora vědy.

## Historie
V šedesátých letech 19. století se na podporu české kultury v Plzni stejně jako v jiných českých městech začal rozvíjet spolkový život. V roce 1862 zde byla založena Měšťanská beseda a pěvecký spolek Hlahol, v roce 1863 Sokol. Začaly se objevovat i spolky zaměřené na literaturu, například jen krátkodobě působící čtenářský spolek Vlastimil či Matice slovanská. Podle vzoru prvního českého literárního spolku v Chrudimi, který vznikl v roce 1878, došlo z iniciativy představitelů plzeňské inteligence k založení Spolku přátel vědy a literatury české v Plzni. Stanovy byly schváleny v Měšťanské besedě dne 8. července 1878, zakládajícími členy byli lékaři, pedagogové, historici i žurnalisté. V přípravné fázi stál v čele František Částek, prvním předsedou byl 29. září 1878 zvolen František Schwarz, který na tomto místě setrval do roku 1902, kdy byl vystřídán Heřmanem Šiklem (1902 – 1903) a následně Josefem Strnadem, který spolek vedl v letech 1903 – 1919.  Z významných osobností  byli jeho členy např. František Částek, František Křižík, Adolf Srb, Hynek Pala, Vilém Šel, Tomáš Cimrhanzl, Ignác Schiebl, František Pecháček. V době založení měl spolek více než 60 členů. Koncem 19. století došlo k utlumení aktivit, ale počátkem 20. století byla činnost spolku znovuobnovena z iniciativy jeho tehdejšího předsedy Josefa Strnada. K padesátému výročí existence spolku byla vydána publikace shrnující jeho činnost v letech 1878 – 1928. Ve třicátých letech 20. století došlo k postupnému úpadku činnosti, přednášky přestaly odpovídat náladám ve společnosti. Pokusem o udržení činnosti bylo spojení s Klubem skladatelů a s Dnešním dílem, kde se sdružovali plzeňští výtvarníci, spisovatelé i hudebníci, v roce 1933 vznikl Literárně-umělecký klub, který fungoval do roku 1950, kdy zanikl.

## Činnost
Již 7. července 1878 byl uspořádán celodenní výlet do Plas a 8. července 1878 byla slavnostně provedena přednáška Františka Schwarze O Vítězslavu Hálkovi. V době založení vzniklo pět odborů – literárně umělecký, vzdělávací, historický, právnický a přírodovědecko-technický. Ukázalo se ale, že není možné kvalitně udržovat tak široký záběr, nebylo možné věnovat se koncepční publikační činnosti, ani připravovat přednášky systematicky zaměřené na vývoj ve vědeckých disciplínách, české a světové literatuře.  
Spolek měl ambici působit jako regionální obdoba akademie věd, vzhledem k podmínkám ale bylo reálné jen zaměření na popularizaci regionálních badatelských úspěchů. Nejúspěšnějšími byli v této oblasti historikové Josef Strnad a Fridolín Macháček, v oblasti literární historie Emil Felix.
Nejdůležitější oblastí, které se spolek věnoval, byla přednášková činnost, která byla sice nesystematická a nevyrovnaná, ale jednotlivé přednáškové večery, vedené významnými osobnostmi nejen z Plzně, byly velmi kvalitní - například přednášky vědce Františka Křižíka, cestovatele Emila Holuba, hudebního skladatele Karla Kovařovice, spisovatele Karla Klostermanna, dramatika a režiséra Jaroslava Kvapila nebo přírodovědce Cyrila Purkyně.  Tomáš Garrigue Masaryk provedl v roce 1907 cyklus šesti přednášek O vývoji myšlenek socialismu. Od vzniku spolku do založení Československé republiky proběhlo 910 přednášek, poté se do roku 1928 uskutečnilo dalších 118.
Spolková knihovna  byla založena již 20. července 1878, prvním knihovníkem byl hudební skladatel Hynek Palla, který byl po roce vystřídán Čeňkem Losenským a následně Tomášem Cimrhanzlem.
Velké zásluhy jsou spolku připisovány v oblasti rozvoje českého školství v Plzni. Ve druhé polovině 19. století zde panoval nepoměr mezi počtem českých a německých škol nereflektující počet českojazyčných obyvatel města. Plzeňští středoškolští pedagogové často přednášeli na půdě spolku, ale také publikovali svá odborná pojednání a psali české učebnice, jako například Pavel Jehlička, František Alois Hora, Václav Pečenka, Tomáš Cimrhanzl a obzvlášť Josef Čipera, který se výrazně podílel na tvorbě sítě českého školství. Vytvořil učební plán a osnovy dvouleté vyšší dívčí školy, jež byla zřízená z popudu spolku. Vyučování zde započalo 10. března 1884. V průběhu let se škola změnila v dívčí lyceum a počátkem školního roku 1927/28 se stala dívčím reálným gymnáziem.
Spolek se věnoval také dobročinnosti, prostřednictvím Krejcarového spolku, zřízeného 18. května 1879, přispíval chudé školní mládeži na školní pomůcky i ošacení. Zasloužil se i o zřízení městského sirotčince v roce 1883. Inicioval sbírku na výstavbu divadla v Plzni a roku 1882 podpořil založení fondu na sepsání dějin města Plzně.
Čestná členství v průběhu existence spolku získali například Emil Holub, Jan Neruda, Eliška Krásnohorská, Alois Jirásek, Adolf Heyduk, Václav Vladivoj Tomek a Otokar Březina.

## Publikační činnost - nejvýznamnější publikace
- SRB, Adolf. Spisovatel Josef Vojtěch Sedláček: životopisný nástin. Plzeň: Spolek přátel vědy a literatury české, 1879. 42 s. Publikace spolek vědy a literatury české v Plzni; č. 1.

- PFLEGER MORAVSKÝ, Gustav a HORA, František Alois, ed. Gustav Pfleger Moravský: životopisné zápisky básníkovy. V Plzni: Nákladem spolku přátel vědy a literatury české, 1880. 75 s. Publikací spolku přátel vědy a literatury české v Plzni; č. 2.

- KORÁB, Julius. Vývoj knihtiskařství a české prvotisky: ku čtyřsetletému jubileu české typografie. V Plzni: Spolek přátel vědy a literatury české, 1880. 79 stran. Publikací spolku přátel vědy a literatury české v Plzni; Číslo III.

- STRNAD, Josef. Znak královského města Plzně, jeho historický vývoj a popis. V Plzni: Spolek přátel vědy a literatury české, 1883. 18 cm. Publikací spolku přátel vědy a literatury české v Plzni č. 5. Prameny a příspěvky k dějinám královského města Plzně; č. 2.

- SMETANA, Josef František. Básně. Praha: F. Šimáček, 1905. 238 s. Spolek přátel literatury a umění v Plzni.